# كريس فيلاسكو
كريس فيلاسكو (بالإنجليزية: Cris Velasco)‏ هو موسيقي ومهندس وملحن أمريكي، ولد في 1 مايو 1974 في الولايات المتحدة.

## سيرة شخصية
ظهر في سلسلة ألعاب الفيديو God of War، مع أربع من God of War II ، وخمسة على الموسيقى التصويرية God of War III.
تعاون فيلاسكو مع الملحن الزميل ساشا ديكيتشيان وفي عام 2009 ، سجل كلاهما الموسيقى التصويرية للعبة بروتوتايب ، جنبًا إلى جنب مع مشاريع أخرى معًا. وقد سجل أيضًا مسارات لـ بوردرلاندز وتران: إيفولوشن وماس إفكت 3. وقد سجل أيضًا مسارات لـ زومبي يو وإنمي فرونت وبلود بورن وباتلبورن.

## أعمال

### ألعاب الفيديو
| لعبة                            | السنة |
| ------------------------------- | ----- |
| ريزدنت إيفل 7: بايوهازرد        | 2017  |
| أوفرواتش (لعبة فيديو)           | 2016  |
| باتلبورن                        | 2016  |
| بلود بورن                       | 2015  |
| كومباني أوف هيروز 2             | 2013  |
| مورتال كومبات (لعبة فيديو 2011) | 2011  |

## وصلات خارجية
- الموقع الرسمي
- كريس فيلاسكو على موقع IMDb (الإنجليزية)
- كريس فيلاسكو على موقع ميوزك برينز (الإنجليزية)
- كريس فيلاسكو على موقع أول ميوزيك (الإنجليزية)
- كريس فيلاسكو على موقع ديسكوغز (الإنجليزية)